# Мелюшино (Костромская область)
Мелюшино — упразднённая деревня в Антроповском районе Костромской области России. Входила в состав Котельниковского сельского поселения. Исключена из учётных данных в 2024 году.

## География
Находится в центральной части Костромской области на расстоянии приблизительно 39 км на юго-запад по прямой от поселка Антропово, административного центра района.

## История
В конце XIX — начале XX века деревня относилась к Галичскому уезду Костромской губернии. В 1907 году здесь было учтено 16 дворов.

## Население
| 2008 | 2010 | 2014 |
| ---- | ---- | ---- |
| 0    | →0   | →0   |

Постоянное население составляло 68 человек (1897 год), 68 (1907), 0 как в 2002 году, так и в 2022.